# Nerwiki
Nerwiki (niem. Nerfken, Parpelauken) – osada w Polsce położona w województwie warmińsko-mazurskim, w powiecie bartoszyckim, w gminie Górowo Iławeckie. W latach 1975–1998 miejscowość administracyjnie należała do województwa olsztyńskiego.

## Historia
Wieś lokowana w 1339 r. na 26 włókach pod nazwą Parpelauken (nazwa wsi nawiązywała do pruskiego słowa lauks). Lokacja wystawiona była dla majątku ziemskiego (dobra rycerskie). Później nazwę urzędową wsi zmieniono na Narfken (słowo również pruskiego pochodzenia), która obowiązywała do roku 1945. Nerwiki należały do rodziny von Heyden, która ustanowiła tu majorat. Prowadzono głównie hodowlę bydła. Funkcjonował także młyn wodny. W 1889 roku Nerwiki stanowiły majątek ziemski o powierzchni 366 ha. 
W dokumentach z 1983 roku w Nerwikach znajdował się PGR (państwowe gospodarstwo rolne) o zwartej zabudowie z siedmioma budynkami mieszkalnymi i 146 mieszkańcami. W tym czasie we wsi funkcjonowało przedszkole z 20 dziećmi, świetlica, klub, punkt biblioteczny, sala kinowa na 80 miejsc, zakład ślusarsko-kowalski, ulice posiadały elektryczne oświetlenie.

## Zabytki
Do wojewódzkiego rejestru zabytków wpisane są obiekty:
- Klasycystyczny pałac z 1864 roku, pierwotnie usytuowany między parkiem a częścią gospodarczą majątku. Dwukondygnacyjna budowla z boczną wieżą widokową. Ozdobne, oryginalne elewacje usunięte zostały podczas powojennego remontu. W 2001 roku pałac był w zarządzie Agencji Własności Rolnej Skarbu Państwa.